# Welwel Tschernin

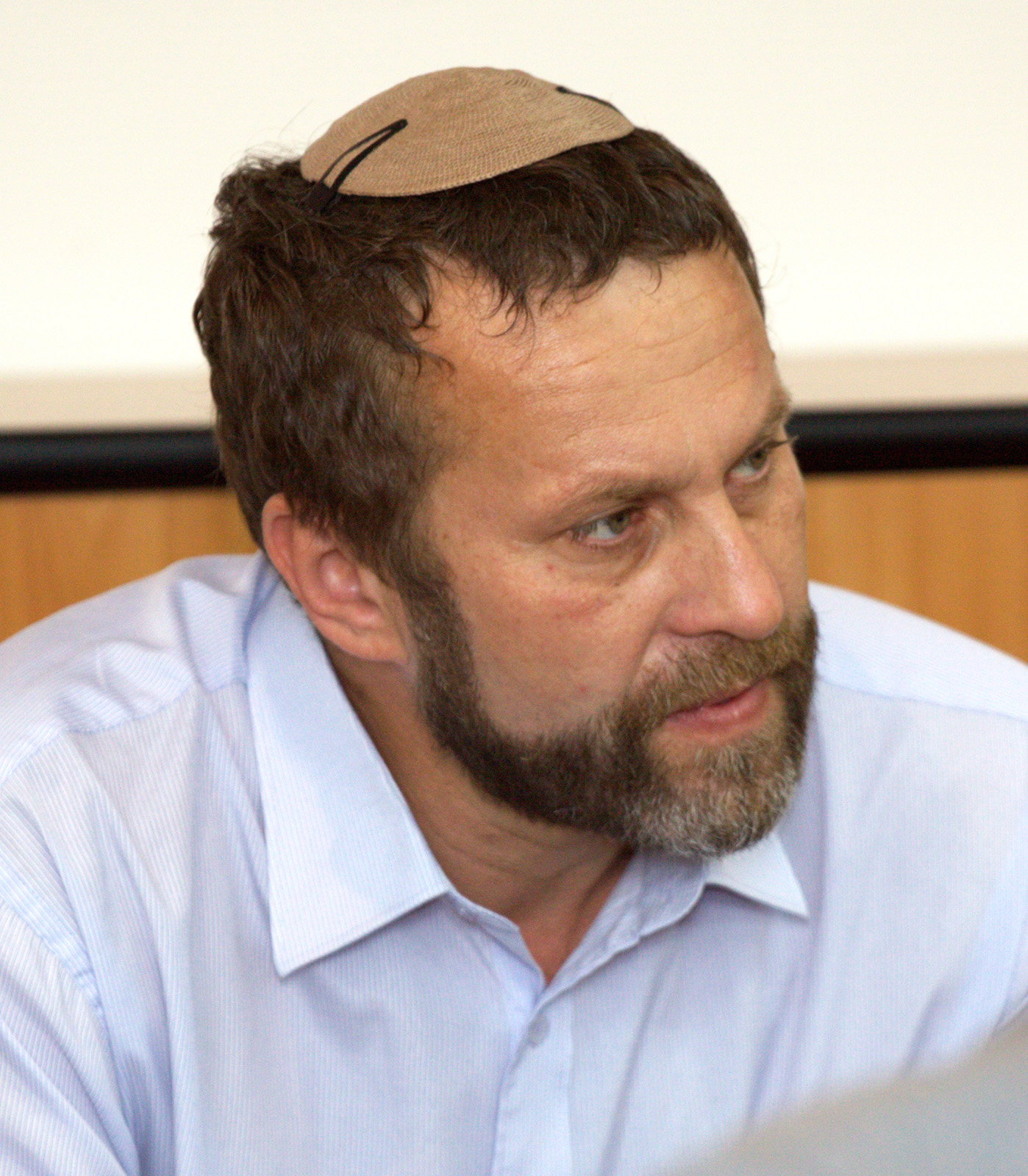
Welwel Tschernin (2009)

Welwel Tschernin (jiddisch וועלוול טשערנין, russisch Велвл Чернин; * 1958 in Moskau) ist ein jiddischer Schriftsteller und Journalist.

## Lebensweg
Welwel Tschernin wurde im Jahre 1958 in Moskau geboren. Er studierte an der geschichtlichen Fakultät der Lomonossow-Universität Moskau mit Schwerpunkt Ethnografie. In den 1980er Jahren arbeitete er in der Redaktion der jiddischsprachigen Zeitung Sowjetisches Heimland. Zugleich war er in in der Sowjetunion illegalen zionistischen Vereinen tätig. Im Jahre 1990 wanderte er nach Israel aus, wo er sich zuerst in Samarien niederließ. Anfangs arbeitete er in Israel vor allem für russischsprachige Zeitungen und Zeitschriften. Derzeit veröffentlicht er Gedichte, Artikel und Reportagen über gesellschaftliche und politische Themen in der jiddischen Ausgabe der amerikanischen Zeitschrift The Forward.

## Schriftstellerei
Seine ersten Gedichte wurden 1983 in der Zeitung Sowjetisches Heimland veröffentlicht. Dazu kamen weitere Beiträge in anderen jiddischsprachigen Zeitschriften, so dem Birobidschaner Stern in Birobidschan und Bei sich in Tel Aviv. Nach seiner Auswanderung schrieb er für israelische und internationale Zeitschriften, beispielsweise Die goldene Kejt („Die goldene Kette“). Für sein dichterisches Werk wurde ihm der David-Hofstein-Preis verliehen.

## Übersetzungstätigkeiten
Welwel Tschernin übersetzte eine Reihe jiddischer Werke bekannter Schriftsteller wie Scholem Alejchem, Michael Felsenbaum und Abraham Goldfaden ins Russische.

## Politische Stellungnahmen
In einem von ihm veröffentlichten Artikel zur umstrittenen Justizreform in Israel bezeichnete sich Welwel Tschernin als politisch der Rechten zugehörig und als Anhänger der Partei Israel Beitenu, kritisierte aber sowohl die derzeitige Regierung als auch Opposition.

## Verweise
- https://velvl.blogspot.com/ [Webseite von Welwel Tschernin]
- https://www.lechaim.ru/ARHIV/180/kaz.htm  [Bericht über Welwel Tschernin auf Russisch]
- https://forward.com/authors/%D7%95%D7%95%D7%A2%D7%9C%D7%95%D7%95%D7%9C-%D7%98%D7%A9%D7%A2%D7%A8%D7%A0%D7%99%D7%9F/ [Beiträge von Welwel Tschernin in The Forward]